# Ким (Башкортостан)
Ким (баш. Ким) — село в Альшеевском районе Республики Башкортостан России, относится к Аксёновскому сельсовету.

## История
Статус село посёлок приобрёл согласно Закону Республики Башкортостан от 20 июля 2005 года N 211-з.
До 10 сентября 2007 года называлась селом сельхозтехникума. Переименование прошло согласно Постановлению Правительства РФ от 10 сентября 2007 г. N 572.

## Население
| 2002 | 2009  | 2010 |
| ---- | ----- | ---- |
| 958  | ↗1363 | ↘878 |

## Географическое положение
Расстояние до:
- районного центра (Раевский) — 41 км,
- центра сельсовета (Аксёново) — 3 км,
- ближайшей железнодорожной станции (Аксёново) — 3 км.

## Образование
На территории села находятся:
- 1 профессиональное образовательное учреждение — ГБПОУ Аксёновский агропромышленный колледж;
- 1 начальная общеобразовательная школа.